# Zespół Lesera-Trélata

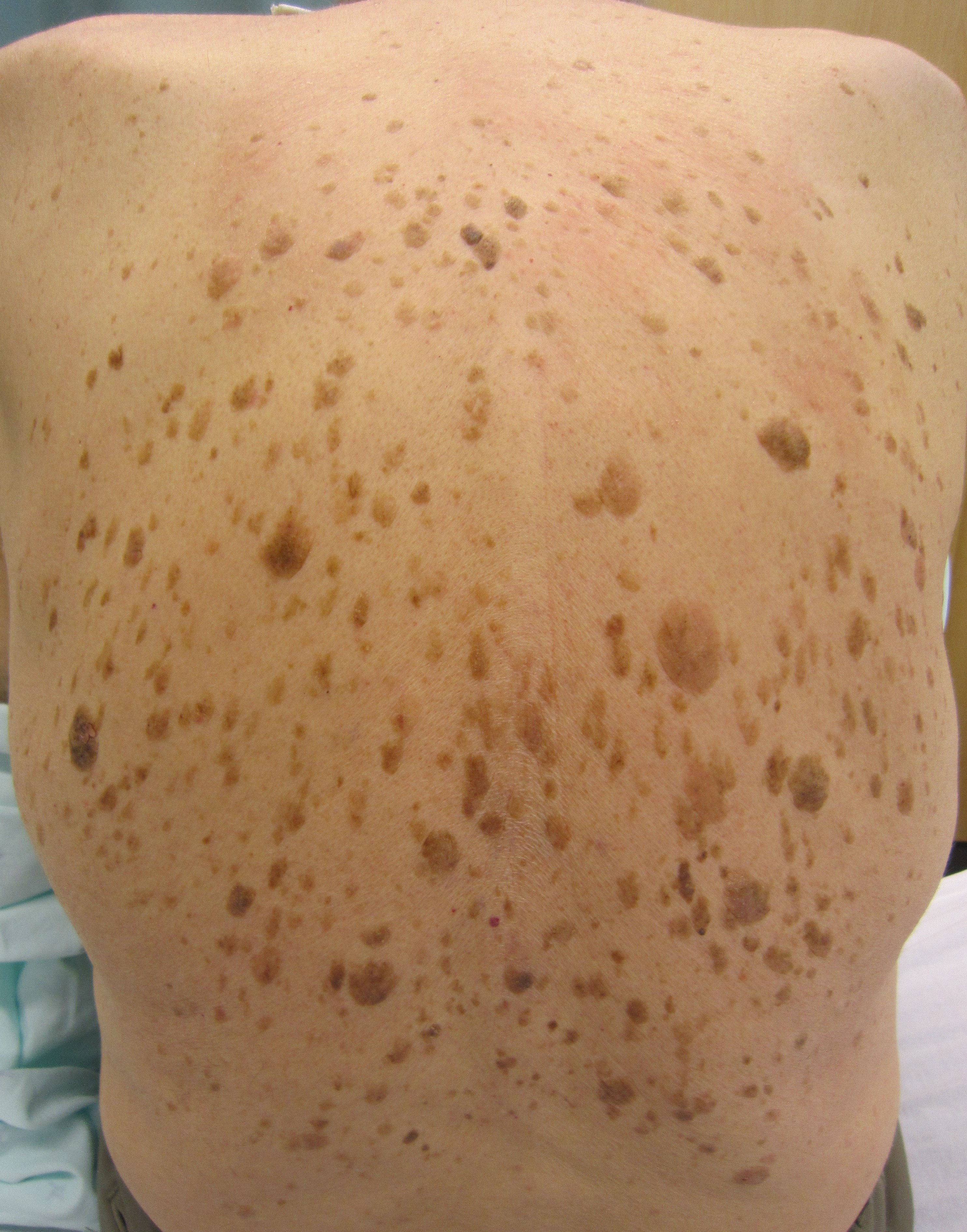
Liczne brodawki łojotokowe na grzbiecie chorego z rakiem jelita grubego – zespół Lesera-Trélata.

Zespół Lesera-Trélata – nagły wysiew bardzo licznych brodawek starczych (brodawek łojotokowych), zwykle na tułowiu. Jest często oznaką nowotworu narządów wewnętrznych (najczęściej układu pokarmowego, jest wtedy zespołem paraneoplastycznym). Wysiew brodawek łojotokowych może towarzyszyć również rozwojowi nowotworu łagodnego lub ciąży, jednakże wtedy nie jest określany mianem zespołu Lesera-Trélata.
Zespół (objaw) opisali Edmund Leser i Ulysse Trélat.